# Oncidium niesseniae
Oncidium niesseniae là một loài thực vật có hoa trong họ Lan. Loài này được Königer mô tả khoa học đầu tiên năm 1996.